# باشگاه فوتبال شرپنول
باشگاه فوتبال شرپنول یک تیم فوتبال اهل کوراسائو واقع در شرپنول است و از فصل ۲۰۱۵ در لیگ برتر کوراسائو بازی می کند. این باشگاه قبلاً در لیگ برتر آنتیل هلند بازی کرده است.
این تیم در سال ۱۹۶۸ در جام قهرمانان کونکاکاف شرکت کرده و توسط ترانسوال حذف شد.

## افتخارات
- قهرمانی آنتیل هلند: ۱ قهرمانی
- لیگ برتر کوراسائو: ۳ قهرمانی